# Cantone di Courçon
Il Cantone di Courçon era una divisione amministrativa dell'arrondissement di La Rochelle.
A seguito della riforma approvata con decreto del 27 febbraio 2014, che ha avuto attuazione dopo le elezioni dipartimentali del 2015, è stato soppresso.

## Composizione
Comprendeva i comuni di:
- Angliers
- Benon
- Courçon
- Cramchaban
- Ferrières
- La Grève-sur-Mignon
- Le Gué-d'Alleré
- La Laigne
- Nuaillé-d'Aunis
- La Ronde
- Saint-Cyr-du-Doret
- Saint-Jean-de-Liversay
- Saint-Sauveur-d'Aunis
- Taugon